# Askesian Society
Die Askesian Society war eine Gemeinschaft wissenschaftlich eingestellter Personen und wurde 1796 in London von William Allen (1770–1843) gegründet. Die Gründung diente dazu, eine Lücke im intellektuellen London zu schließen, die durch die Einstellung der Chemievorlesungen von Bryan Higgins entstanden war. Zu den Gründungsmitgliedern zählten auch Richard Phillips, William Phillips und William Haseldine Pepys II (1775–1856). Beteiligt waren auch Mediziner des Guy´s Hospital wie William Babington und Astley Paston Cooper. Allens Labor in Plough Court (er hatte dort eine Apotheke und Pharma-Manufaktur übernommen) diente der Gruppe für ihre wissenschaftlichen Experimente. 
Mitglieder waren dazu angehalten, eine Gebühr zu entrichten oder eine Arbeit einzureichen. Luke Howard hielt vor diesem Hintergrund im Dezember 1802 einen Vortrag mit dem Titel On The Modification of Clouds. In dieser Arbeit stellte er erstmals die noch heute übliche Klassifikation von Wolken in „stratus“, „nimbus“, „cumulus“ und „cirrus“ dar. Die Gesellschaft veranstaltete auch regelmäßig Treffen, in denen Mitglieder zur allgemeinen Erheiterung mit Lachgas traktiert wurden.
Die Gesellschaft löste sich 1807 auf.

## Nachweise und Belege
1. ↑  Genealogie (Memento vom 10. Juni 2016 im Internet Archive), abgerufen am 14. April 2024.